# Pavel Gratjov

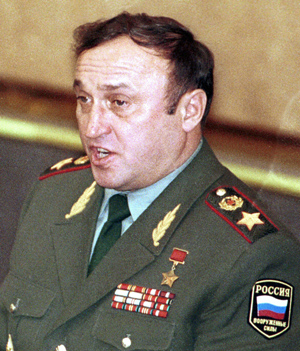
Pavel Gratjov

Pavel Sergejevitj Gratjov (ryska: Павел Сергеевич Грачёв), född 1 januari 1948 i Rvy i Tula oblast, död 23 september 2012 i Krasnogorsk i Moskva oblast, var en rysk (sovjetisk) general som 1988 tilldelades utmärkelsen Sovjetunionens hjälte. Han tjänstgjorde som Rysslands försvarsminister 1992–1996. 

## Karriär
- Gratjov deltog i Afghansk-sovjetiska kriget som kommendant för 103:e fallskärmsdivisionen.
- I december 1990 utsågs Gratjov till högste chef över landets luftburna trupper i Sovjetunionen.
- I augusti 1991 utsågs Gratjov till biträdande försvarsminister i Sovjetunionen.
- Försvarsminister i Ryssland 1992-1996.
- Senior rådgivare för Rosvooruzjenije (sedermera Rosoboronexport); avskedades 25 april 2007.

## Korruptionsanklagelser
Gratjov anklagades för korruption i samband med de sovjetiska truppernas reträtt från Östtyskland men fälldes aldrig för något brott. Han var föremål för ett antal artiklar publicerade av Dmitrij Cholodov.